# 론 레인저 (2013년 영화)
론 레인저(The Lone Ranger)는 2013년 공개된 미국의 서부 영화이다. 동명의 타이틀 캐릭터 론 레인저에 기반을 둔다.
월트 디즈니 픽처스, 제리 브룩하이머 필름스, 블라인드 윙크 프로덕션, 인피니툼 니힐이 제작했다.

## 줄거리
1933년 샌프란시스코의 한 놀이공원에서, 전설적인 외로운 기수를 동경하는 윌이라는 소년이 늙은 코만치족 인디언 톤토를 만나게 된다. 톤토는 64년 전, 미국 서부 개척 시대에 그와 외로운 기수가 함께 악당들을 물리치고 정의를 구현했던 이야기를 회상하며 들려준다.
1869년, 변호사 존 리드는 철도 재벌 라탐 콜이 관리하는 대륙횡단철도가 아직 완공되지 않은 텍사스 콜비로 돌아온다. 그 기차에는 톤토와 악당 부치 캐번디시도 타고 있었는데, 캐번디시는 존의 형이자 텍사스 레인저인 댄 리드에게 붙잡혀 교수형을 기다리고 있었다. 그러나 캐번디시 일당이 기차를 탈선시켜 부치를 구출하고, 톤토는 감옥에 갇힌다. 댄은 존을 텍사스 레인저로 임명하고, 아버지의 유품인 은별 배지를 준다. 존과 동료 레인저들은 캐번디시 일당을 추격하지만, 매복에 걸려 모두 죽고 댄은 캐번디시에게 살해당한다. 톤토는 감옥에서 탈출해 죽은 레인저들을 발견하고 매장한다. 이때 존은 특별한 "영혼의 방랑자"로 부활하고, 톤토는 그가 전투에서 죽지 않는다고 설명한다. 또한, 레인저 중 한 명인 콜린스가 댄을 배신하고 캐번디시와 손을 잡았다는 사실을 밝힌다. 죽은 것으로 여겨지는 존은 적들로부터 자신의 정체를 숨기기 위해 마스크를 쓰고, 톤토는 죽은 레인저들의 배지로 만든 은탄환을 주며 신화 속 괴물 웬디고라고 믿는 캐번디시에게 사용하라고 말한다.
존과 톤토는 콜린스가 최근 방문했던 매춘굴에서 레드 해링턴으로부터 댄과 콜린스가 저주받은 은 광석 때문에 싸웠다는 정보를 얻는다. 한편, 캐번디시 일당은 코만치족으로 위장해 개척지 마을들을 습격하고, 댄의 아내 레베카와 아들 대니를 납치한다. 과거를 후회하는 콜린스는 레베카와 대니의 탈출을 돕려 하지만, 콜에게 사살당하고 레베카와 대니는 콜에게 구출된다. 콜은 습격자들이 코만치족이라고 주장하며 철도 건설을 계속하고 미군 기병대장 제이 풀러에게 코만치족을 몰살시키라는 명령을 내린다. 코만치족은 존과 톤토를 포로로 잡고, 톤토의 과거를 존에게 들려준다. 어린 시절, 톤토는 캐번디시와 다른 남자를 죽음 직전에서 구출하고 은 광산 위치를 알려주었지만, 그들은 부족을 살해하고 그 위치를 비밀로 했다. 톤토는 이 때문에 죄책감을 느끼며 그들을 웬디고로 믿게 된다.
기병대가 코만치족을 공격하는 동안 존과 톤토는 탈출한다. 은 광산에서 둘은 캐번디시를 붙잡지만, 존은 은탄환을 사용하라는 톤토의 요구를 거부한다. 캐번디시를 콜과 풀러에게 넘기자 콜은 캐번디시의 파트너이자 형제임이 밝혀진다. 풀러는 부족을 정당한 이유 없이 학살한 전쟁 범죄자로 낙인찍힐까 두려워 콜 편에 선다. 레베카는 인질로 잡히고 존은 처형당하기 위해 광산으로 돌아간다. 톤토가 그를 구출하고, 둘은 도망친다. 존은 콜이 너무 강력하여 법적으로 처리할 수 없음을 깨닫고, 톤토의 말을 무시하여 코만치족이 학살당하고 사랑하는 사람들이 납치된 것을 후회하며 다시 마스크를 쓴다.
철도 연결 기념식이 열리는 프로몬토리 정상에서 콜은 철도 회사를 장악하고 은을 이용해 더 큰 권력을 얻으려는 자신의 진짜 계획을 드러낸다. 존과 톤토는 니트로글리세린을 훔쳐 철교를 파괴하고, 레드의 도움으로 톤토는 은을 실은 기차를 훔친다. 콜, 캐번디시, 풀러는 레베카와 대니를 인질로 잡아 두 번째 기차로 그들을 추격한다. 존은 말을 타고 두 기차를 모두 추격한다. 기차 안에서 싸움이 벌어지고, 존은 캐번디시와 풀러를 죽이고 레베카와 대니를 구출한다. 톤토는 콜에게 시계를 돌려준 후 파괴된 다리 아래로 떨어지는 기차와 함께 콜을 익사시킨다.
마을 사람들은 존을 영웅으로 인정하고 그에게 법 집행관 자리를 제안하지만 존은 거절하고 톤토와 함께 떠난다. 1933년으로 돌아와 윌은 이야기의 진실성에 의문을 제기한다. 톤토는 윌에게 은탄환을 주고, 스스로 판단하라고 말하며 까마귀 모습으로 변해 사라진다. 영감을 받은 윌은 마스크를 쓴다.

## 배역
- 조니 뎁 - 톤토 역
- 아미 해머 - 론 레인저 역
- 헬레나 본햄 카터 - 레드 역